# ثيودور بيري
ثيودور بيري (بالإنجليزية: Theodore Perry)‏ هو محامي وسياسي أمريكي، ولد في 1 أبريل 1833 في سينسيناتي في الولايات المتحدة، وتوفي في 14 مايو 1921. حزبياً، نشط في Iowa Democratic Party ‏.